# (10017) Jaotsungi
(10017) Jaotsungi est un astéroïde de la ceinture principale.

## Description
(10017) Jaotsungi est un astéroïde de la ceinture principale. Il fut découvert le 30 octobre 1978 à Nanking par l'observatoire de la Montagne Pourpre. Il présente une orbite caractérisée par un demi-grand axe de 2,19 UA, une excentricité de 0,15 et une inclinaison de 9,1° par rapport à l'écliptique.
Il porte le nom du sinologue, peintre et calligraphe Jao Tsung-i.

## Compléments